# Juwata International Airport
Juwata International Airport är en flygplats i Indonesien.   Den ligger i provinsen Kalimantan Timur, i den norra delen av landet, 1 600 km nordost om huvudstaden Jakarta. Juwata International Airport ligger 6 meter över havet. Den ligger på ön Pulau Tarakan.
Terrängen runt Juwata International Airport är platt. Havet är nära Juwata International Airport åt sydväst.  Närmaste större samhälle är Tarakan, 3,1 km sydost om Juwata International Airport. Trakten runt Juwata International Airport består huvudsakligen av våtmarker.